# Elvey (Mondkrater)
Elvey ist ein Einschlagkrater auf der Mondrückseite. Er liegt nördlich des riesigen Einschlagbeckens Mare Orientale, 6° weiter nördlich befindet sich der Krater Nobel.
Elvey hat zwei Nebenkrater:
| Buchstabe | Position          | Durchmesser | Link |
| --------- | ----------------- | ----------- | ---- |
| G         | 7,75° N, 98,02° W | 13 km       |      |
| K         | 5,97° N, 98,97° W | 22 km       |      |

Der Krater wurde 1970 von der IAU offiziell nach dem US-amerikanischen Astronomen Christian T. Elvey benannt.